# Детский парк имени Вити Черевичкина
Детский парк имени Вити Черевичкина — один из парков Ростова-на-Дону; единственный детский парк города. Находится в центре города, на улице Советской.

## История и деятельность

### Александровский сад

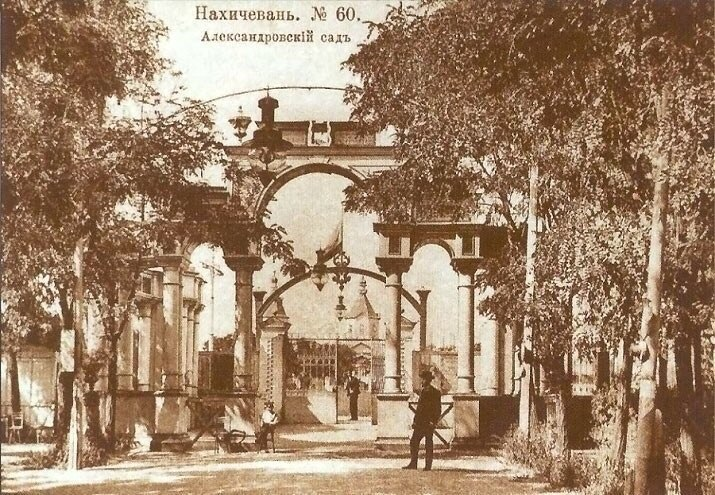
Александровский сад до революции

Парк основан в 1880 году. Историческое его название — Александровский сад — было принято по решению нахичеванской городской Думы в честь «торжественного дня 25-летия славного царствования Его Императорского Величества Августейшего Монарха Императора Александра II». В 1894 году здесь была установлена Александровская колонна — 11-метровая копия Александрийского столпа, созданная итальянским архитектором Тонетти по проекту Н. Н. Дурбаха, от Нахичеванского на Дону армянского общества. В 1994 году гранитной копии были возвращены удалённые в советские годы памятные доски и венчающий её двуглавый орел. В настоящее время колонна имеет статус объекта культурного наследия местного значения.

### Парк Виктора Черевичкина

Памятник Виктору Черевичкину

С 1936 года парк назывался «Детский парк пионеров и школьников». В нём были оборудованы канал с мостиками и большая сцена для представлений. С 1965 года парк носит имя Вити Черевичкина (1925—1941) — ростовского подростка, убитого немецкими оккупантами. Несколько ранее, в 1961 году, ему в парке был установлен памятник-бюст ростовского скульптора Н. В. Аведикова.
В семидесятые годы двадцатого века в парке работал кинотеатр «Спутник».
Парк Вити Черевичкина является единственным детским парком не только в Ростове-на-Дону, но и Ростовской области. Предназначен для ребят дошкольного и школьного возраста. Здесь находится детский городок аттракционов, детский манеж (батут), аквапарк и при нём детский игровой комплекс «Шхуна». Новобрачные города на счастье начали вешать замки на переходном мостике парка, благодаря чему у него появилось новое название — «Мостик любви и счастья».
В 2000 году при поддержке Управления культуры Ростова-на-Дону была проведена реконструкция парка — установлены новые детские игровые площадки, выполнен проект освещения парка, его аллеи были вымощены плиткой.